# S'more

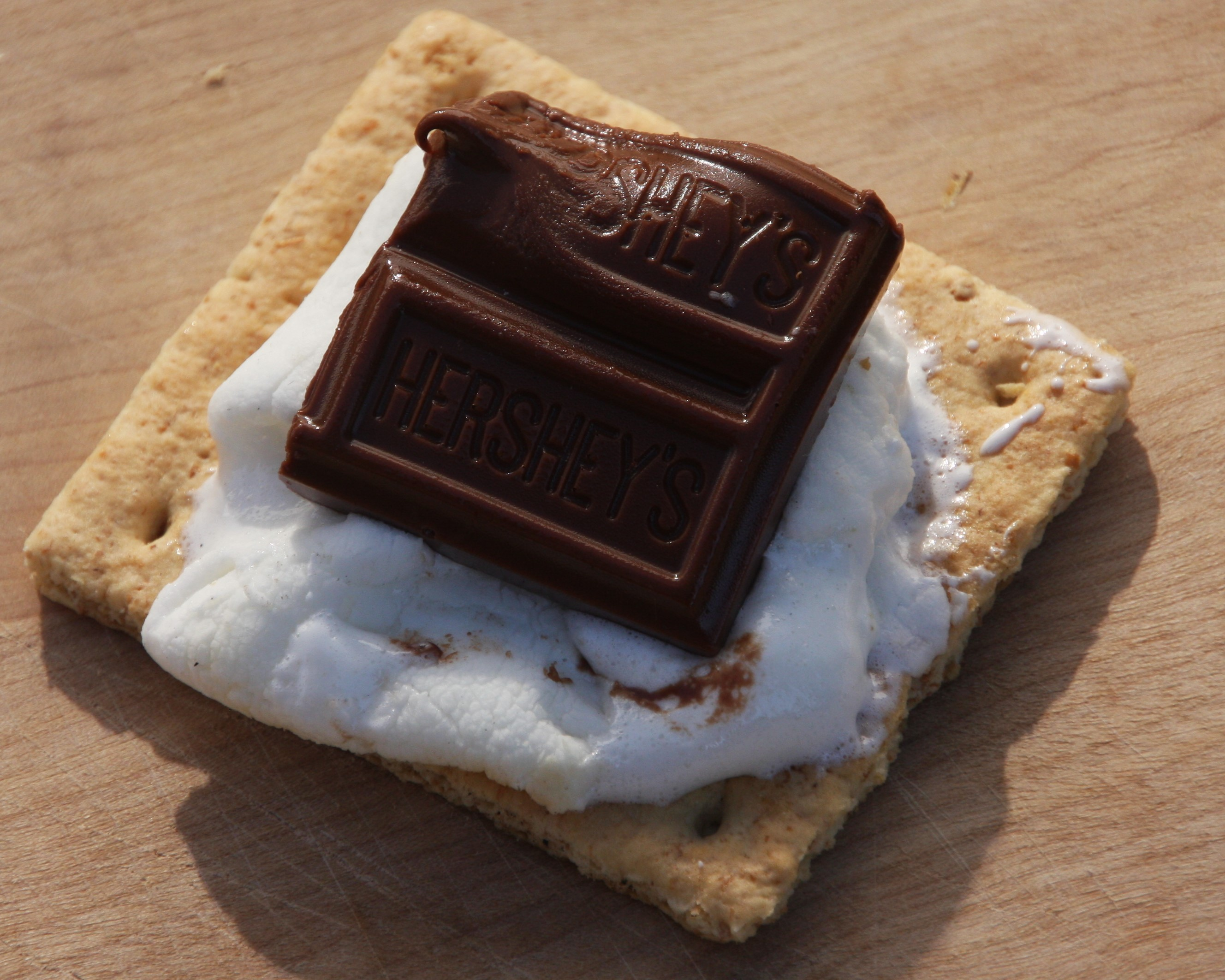
Um s'more mais aberto feito com graham cracker, marshmallow e chocolate.

Um s'more é um petisco tradicional para fogueiras noturnas popular nos Estados Unidos e no Canadá, consistindo de um marshmallow assado no fogo e uma camada de chocolate entre duas fatias de graham cracker. O Dia Nacional dos S'mores é comemorado anualmente em 10 de agosto. O recorde mundial do Guinness para o número de pessoas que fizeram mais s'mores de uma só vez foi de 423, em 21 de abril de 2016, em Huntington Beach, Califórnia.

## Etimologia e origens
S'more é uma contração da frase "some more (um pouco mais)". Uma das primeiras receitas publicadas para um s'more é encontrada em um livro de receitas publicado pela empresa Campfire Smores na década de 1920 onde foi chamado de "Graham Cracker Sandwich". O texto indica que o petisco já era popular entre os escoteiros e escoteiras. Em 1927, uma receita de "Some More" foi publicada em Tramping and Trailing with the Girl Scouts.
O termo contratado "s'mores" aparece em conjunto com a receita de uma publicação de 1938 destinada a acampamentos de verão. Uma receita de 1956 usa o nome "S'Mores", e lista os ingredientes como "um sanduíche de dois biscoitos, marshmallow tostado e 1 ½ barra de chocolate". Um livro de receitas de Betty Crocker de 1957 contém uma receita semelhante sob o nome de "s'mores".
A publicação de 1958 Intramural and Recreational Sports for High School and College faz referência a "brindes de marshmallow" e "caminhadas s'mores" como faz seu predecessor relacionado, o "Intramural and Recreational Sports for Men and Women" publicado em 1949.

## Preparo
S'mores são cozidos tradicionalmente usando uma fogueira, embora eles também podem ser feitos em casa em um forno, em um micro-ondas ou com um kit s'mores-making. Um marshmallow, geralmente segurado por um espeto de metal ou madeira, é aquecido sobre o fogo até ficar dourado. O marshmallow quente é então adicionado no topo da metade de uma bolacha e um pedaço de chocolate. A segunda metade do cracker é então adicionada no topo.

## Variações
Vários doces contendo graham cracker, chocolate e marshmallow são frequentemente vendidos como alguns derivados de um s'mores, mas eles não são necessariamente aquecidos ou servidos na mesma forma que os tradicionais s'mores. O s'more em barra da Hershey é um exemplo. Pop-Tarts também apresentam uma variedade s'mores. S'mores podem ser comidos durante a Páscoa, se forem feitos com kosher para marshmallows da Páscoa, chocolate e pão ázimo.

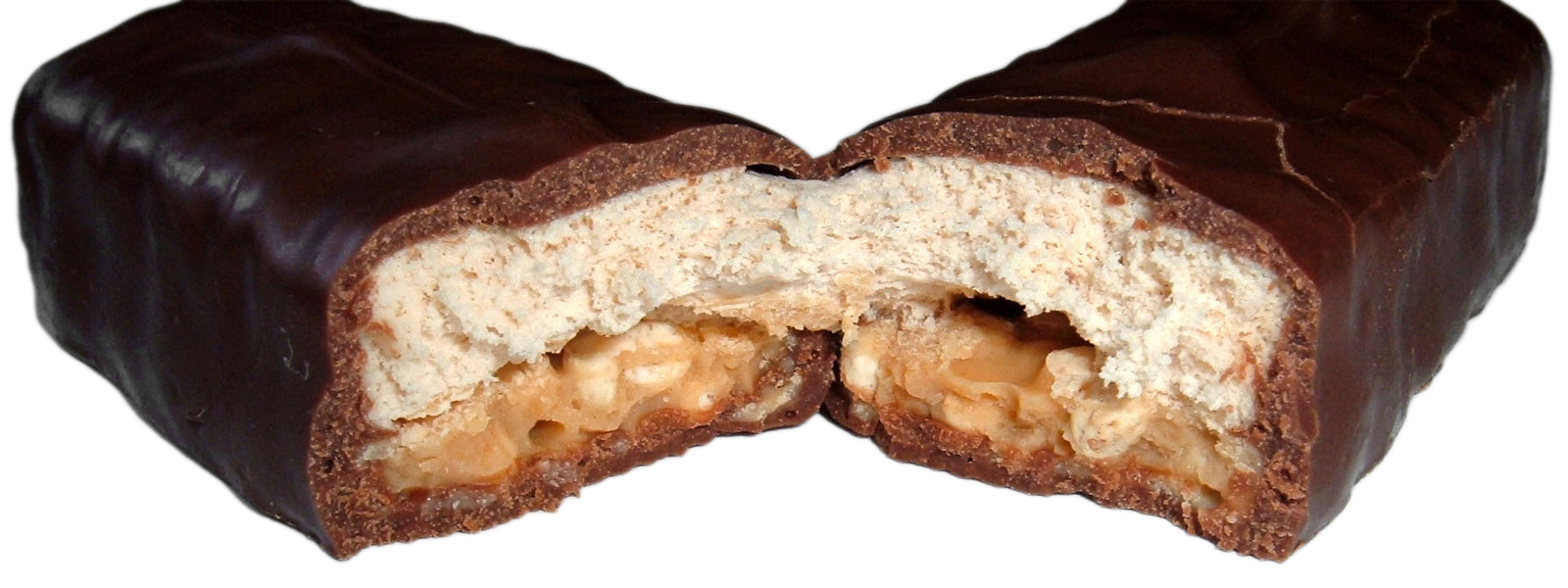
S'mores da Hershey's por dentro
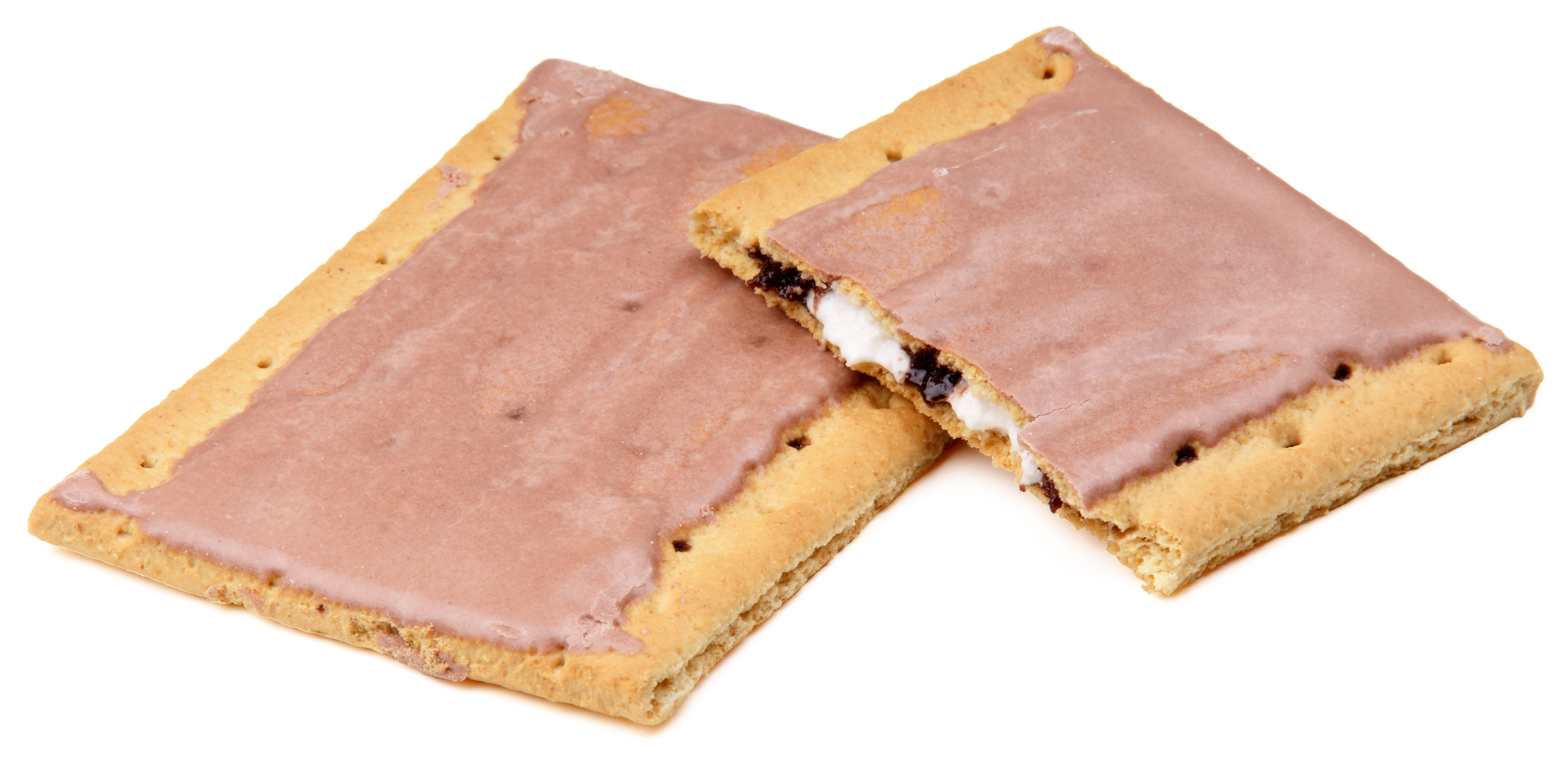
S'mores Pop-Tarts
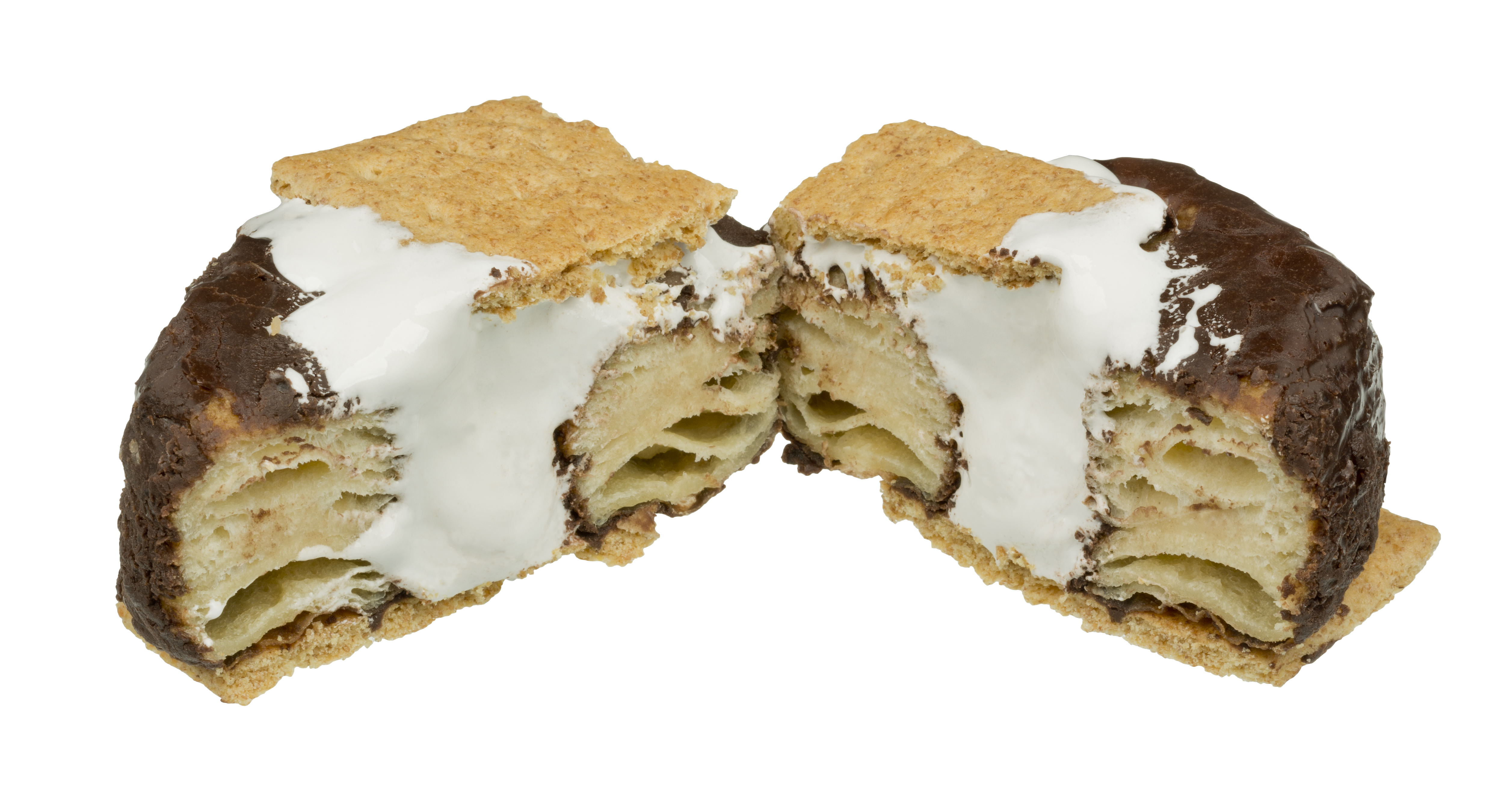
S'mores cronut do Donut Pub
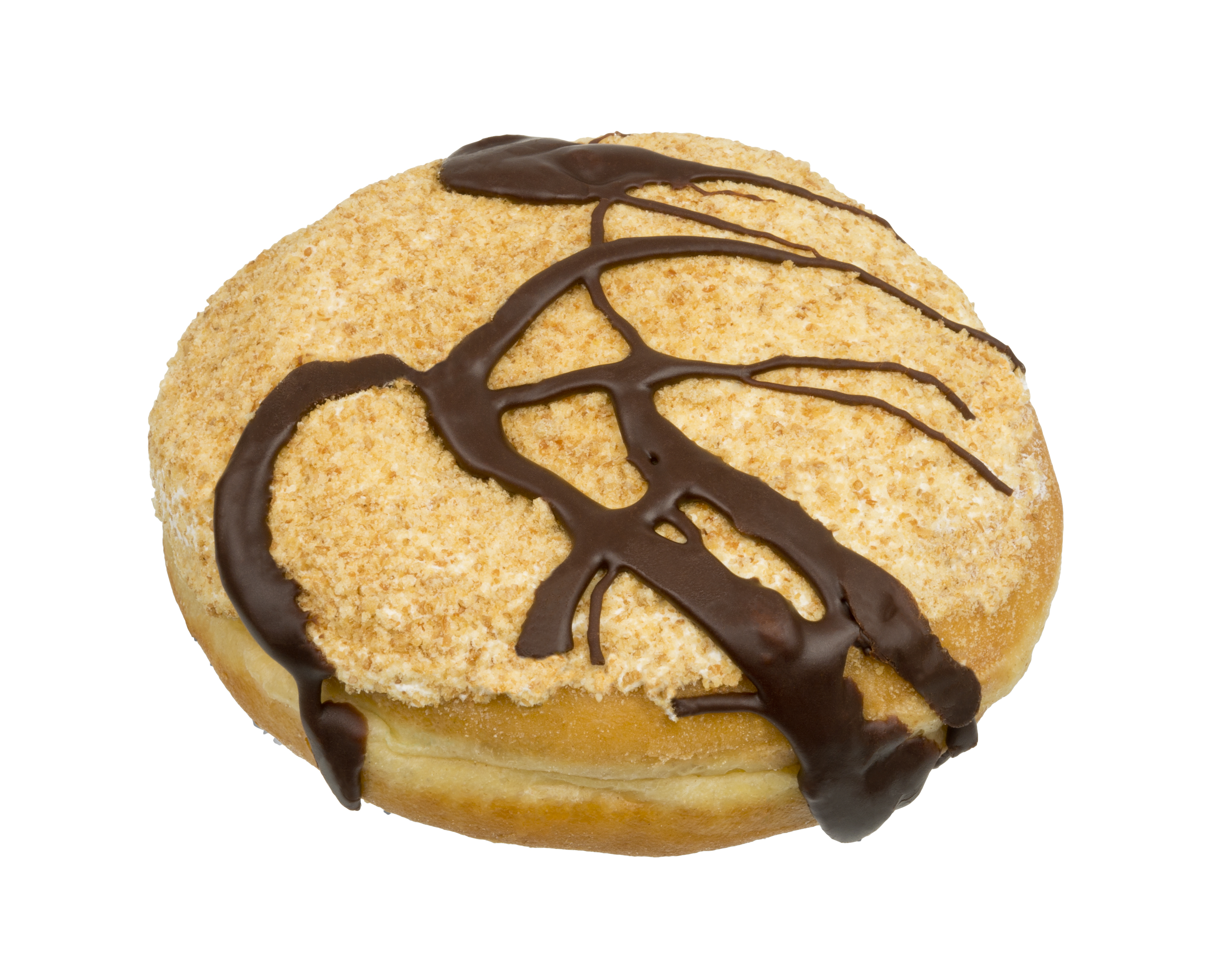
S'mores donout da Peter Pan Bakery